# SAZAS letna lestvica slovenskih skladb 2008
SAZAS letna lestvica najbolj predvajanih slovenskih skladb 2008, ki vključuje le domače izvajalce za dve TOP 500 lestvici: reparticijski razred 100 (nacionalni radio) in razred 110 (komercialne postaje).

## Kategorija
Celotna lestvica obeh kategorij obsega Top 500 slovenskih skladb leta 2008.
| Mesto | Naslov                    | Izvajalec               |
| ----- | ------------------------- | ----------------------- |
| 1     | "Pesek in dotik"          | Tabu                    |
| 2     | "Komu zvoni"              | Društvo mrtvih pesnikov |
| 3     | "Ogenj pod nogami"        | Neisha                  |
| 4     | "Cesta"                   | Vlado Kreslin           |
| 5     | "Moja"                    | Toše Proeski            |
| 6     | "Z Goričkega v Piran"     | Vlado Kreslin           |
| 7     | "Kadar sva sama"          | Olivija                 |
| 8     | "Cvetni prah ljubezni"    | Neisha                  |
| 9     | "Sanjam"                  | Foxy Teens              |
| 10    | "A veš"                   | Alya ft. 6 Pack Čukur   |
| 11    | "Nazaj"                   | Murat & Jose ft. Benč   |
| 12    | "On je rekel sonce"       | Neca Falk               |
| 13    | "Prva pomoč"              | Elevators               |
| 14    | "Katelina"                |                         |
| 15    | "Za svobodo divjega srca" | Langa                   |
| 16    | "Metulj"                  | Saša Lendero            |
| 17    | "Zaradi upanja"           | Neisha                  |
| 18    | "Neke pomladi"            | Elabanda                |
| 19    | "Vrag naj vzame"          | Rebeka Dremelj          |
| 20    | "Romanca"                 | Bohem                   |

| Mesto | Naslov                    | Izvajalec                    |
| ----- | ------------------------- | ---------------------------- |
| 1     | "Cesta"                   | Vlado Kreslin                |
| 2     | "Pesek in dotik"          | Tabu                         |
| 3     | "Vrag naj vzame"          | Rebeka Dremelj               |
| 4     | "Zavrtela sva svet"       | Nejc Lombardo                |
| 5     | "Ogenj pod nogami"        | Neisha                       |
| 6     | "Homo carnula"            | Siddharta                    |
| 7     | "Moja"                    | Toše Proeski                 |
| 8     | "Tiho tiho čas beži"      | Tanja Žagar                  |
| 9     | "Z Goričkega v Piran"     | Vlado Kreslin                |
| 10    | "A veš"                   | Alya                         |
| 11    | "Zaradi upanja"           | Neisha                       |
| 12    | "Za svobodo divjega srca" | Langa in Civili              |
| 13    | "Tropikana klub"          | Kingston                     |
| 14    | "U U U"                   | Čuki                         |
| 15    | "Zelo naglas"             | Nina Osenar                  |
| 16    | "Čas"                     | Dan D                        |
| 17    | "Na liniji"               | I.C.E.                       |
| 18    | "Oblak za dva"            | Tabu                         |
| 19    | "Male roke/Voda"          | Siddharta ft Dan D           |
| 20    | "Soba 102"                | Jan Plestenjak ft. Lara Love |